# Etiyé Dimma Poulsen
Etiyé Dimma Poulsen, née en 1968, est une sculptrice danoise d’origine éthiopienne connue pour son travail de céramiste.

## Biographie

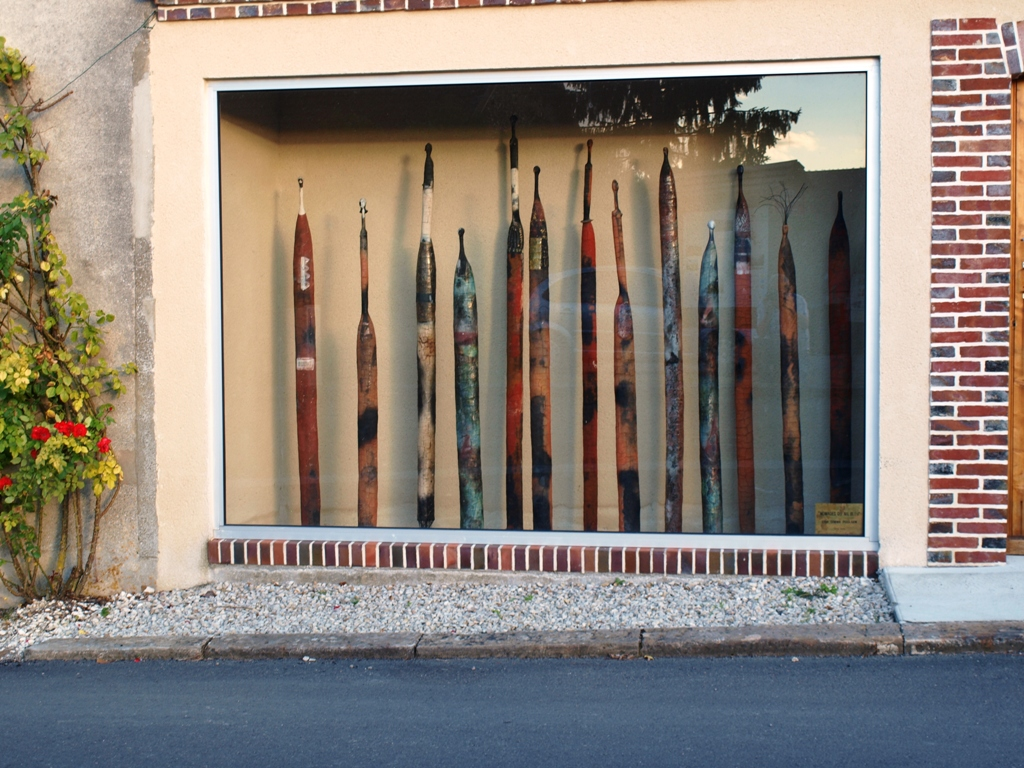
Les Nomades du Nil Bleu, groupe statuaire, exposé à Saint-Aubin-Château-Neuf (Yonne, France)

Etiyé Poulsen est née en 1968 dans la province des Aroussis et vit jusqu'à l'âge de six ans dans cette région en Éthiopie, en Tanzanie puis au Kenya avec ses parents adoptifs de nationalité danoise. Sa famille déménage au Danemark quand elle a quatorze ans. Elle étudie l'histoire de l'art à l'université, puis enseigne l'art dans divers programmes pour les jeunes. Dans un premier temps, Etiyé Poulsen se consacre à l'huile sur toile en peignant des paysages. Intéressée par les arts et civilisations d'Afrique, elle déménage à 22 ans en France, où elle rencontre le céramiste Michel Moglia, qui l'initie aux structures métalliques. Elle commence à travailler l'argile.
Etiyé Poulsen vit et travaille ensuite dans un studio à Anvers, en Belgique.
Son travail s'inspire des statues traditionnelles tout en y ajoutant ses propres sentiments et souvenirs : « Ce qui me séduit vraiment, ce sont les différentes variations des traits humains. Plus mes formes sont simples et sobres, plus elles semblent expressives. Si vous regardez de près les sculptures, vous serez surpris de constater que les expressions sur les visages sont en fait générées simplement par une ligne craquelée qui trace un œil ou une ride. Il semble que c'est exactement par la corrosion et la fragmentation que le contraire - la vie - émerge. ».

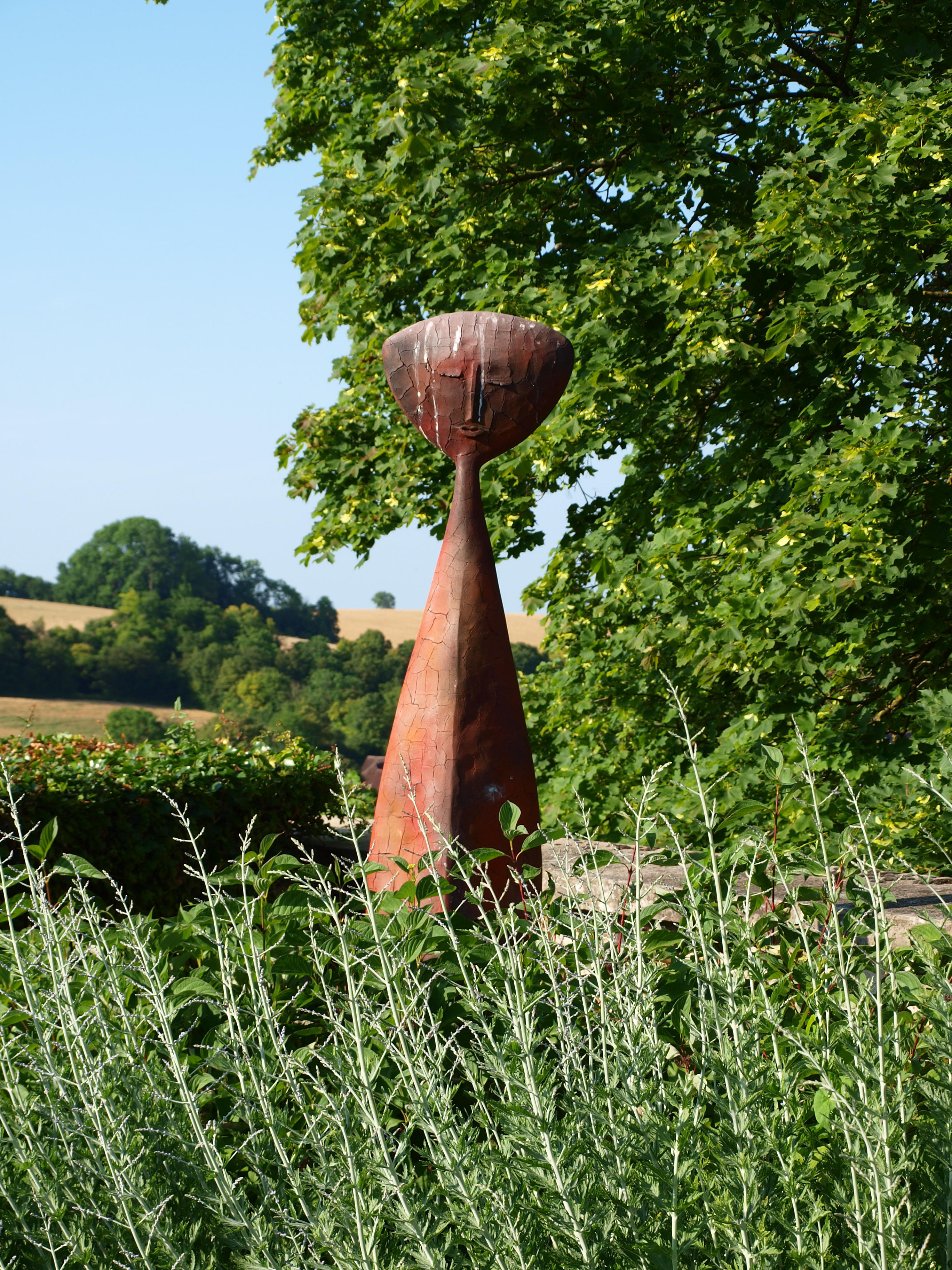
Axoumite, exposé à Saint-Aubin-Château-Neuf (Yonne, France)

## Carrière artistique
Depuis 1990, des expositions monographiques lui sont consacrées au Danemark, en France, aux États-Unis, en Côte d'Ivoire, au Cameroun et en Suisse. À partir de 1992, elle est représentée dans des expositions de groupe notamment en Espagne, en Belgique, aux États-Unis et en France,.
Etiyé Poulsen est surtout connue pour la création de céramique filiforme : « Sa technique consiste à appliquer une fine couche d'argile sur un treillis de fer pour produire, lors du tir, des figures primitives usées. Les fissures qui se produisent forment un œil ou une ride, contribuant aux expressions sur les visages; ainsi, des caractéristiques fortes et délicates sont obtenues simultanément ».
Elle est représentée en France par la Galerie Capazza,.
Des œuvres de Etiyé Poulsen sont conservées dans la collection du National Museum of African Art à Washington, DC.

### Expositions individuelles (sélection)
2010
- Galerie d'Haudrecy Knockke, Galerie Claudine Legrand, Paris, France

2009
- Willem Elias Woluwe, Belgique
- Galerie Strenger, Tokyo, Japon
- Centre d'Art André Malraux, Colmar, France

2008
- Pappirfabrikken Silkeborg, Denmark
- Charteaux d'Hardelay Les Herbiers
- Womanhood Hood Museum, New Hampshire, États-Unis
- Worldbank Washington, États-Unis

2007
- UNESCO, Paris, France
- Kolonienpaleis Tervuren, Belgique
- Musée Maurice Denis, Paris, France
- Wertz Contemporary Gallery, Atlanta Géorgie, États-Unis

2006
- Galerie Capazza, Nancay, France
- Centre Culturel Scharpoord Knokke, Belgique

2005
- Wertz Contemporary Gallery Atlanta, États-Unis
- Galerie Hamlin, Honfleur, France
- Lineart Gent, Belgique

2004
- Museum of World Culture, Göteborg, Suède

2003
- St'art 2003, Strasbourg, France
- Smithsonian Museum of African Art, Washington, États-Unis

2002
- Alliance Française, Ethiopie

2001
- Galerie MAM, Douala, Cameroun
- Château des Carmes, La Flèche, France

2000
- Biennale Dakar, Sénégal

1999
- Maison de la Céramique, Mulhouse, France

1998
- Arts Pluriels, Abidjan, Côte d'Ivoire
- MAM, Douala, Cameroun

1997
- Afrique en Création, Ministère de la Coopération, Centre Wallonie, Bruxelles, Belgique

1996
- Centre Culturel, Meudon, France

1994
- Centre Culturel La Nacelle, Aubergenville, France

### Collections de musées
- Herbert F. Johnson Museum of Art, New York, États-Unis
- Smithsonian National Museum of African Art, Washington, États-Unis
- Newark Museum, New Jersey, États-Unis
- Hood  Museum of Art, Hanover, New Hampshire, États-Unis
- La Piscine, Roubaix, France